# Franklin (station)
Franklin är en tunnelbanestation i tunnelbanesystemet Metro de Santiago i Santiago, Chile. Nästföljande station i riktning mot Vespucio Norte är Rondizzoni och i riktning mot La Cisterna är El Llano. På linje 6 är nästföljande station i riktning mot Vespucio Norte är Bío-Bío och i riktning mot La Cisterna är det Presidente Pedro Aguirre Cerda.